# Étienne Fessard
Étienne Fessard (Parigi, 1714 – Parigi, 1774) fu incisore reale sotto Luigi XV e precettore di Pierre-François Basan, il più illustre mercante ed esperto di stampe d'Europa.
Son note di lui le illustrazioni di due edizioni delle favole di La Fontaine, di un'edizione de Le Metamorfosi di Ovidio e una serie di riproduzioni su lastra di opere di artisti maggiori come la Kermesse Fiamminga di Rubens, Le Quattro Arti rappresentate con degli infanti di VanLoo o Giove e Antiope di Natoire. Tra i suoi allievi vi furono, Augustin de Saint-Aubin e Jean Baptiste Delafosse.